# モディモール
モディモール（Modimolle）は、南アフリカ共和国リンポポ州ウォーターバーグ山脈の南端近くに位置する町である。2002年までの旧称はニルストローム（Nylstroom）。

## 概要
モディモールは中規模の町で、農業（柑橘類、ブドウ、牛）と観光業が盛ん。南アフリカ共和国の首都プレトリアの北約135kmに位置する。
北に広がるウォーターバーグ生物圏保護区は、ユネスコ指定の生物圏保護区であり、約15,000平方キロメートルの面積を誇る。広大な岩層が、数億年にわたる河川浸食によって形成され、多様な断崖や丘陵地帯を形成している。植物生態系は、乾燥落葉樹林、またはブッシュフェルト。

## 名前の変更
1860年代、グレート・トレックと呼ばれる、イギリス領ケープ植民地から聖地を求めて移住してきたボーア人により、この土地が発見された。ボーア人は北に流れるモガラクウェナ川をナイル川であると勘違いし、ニル川（Nyl River）と呼んで定住。1866年に町をニルストロームと名付けた。
2002年6月14日、南アフリカ共和国政府が町の名前をモディモールに変更した。ソト語・ツワナ語の「Modimo o lle」に由来し、「祖先の魂が食べた」または「神が食べた」という意味になる。同年、地域内の施設の多くが改名された。